# Pseudocabima rubrizonalis
Pseudocabima rubrizonalis is een vlinder uit de familie van de snuitmotten (Pyralidae). De wetenschappelijke naam van de soort is voor het eerst geldig gepubliceerd in 1929 door Hampson.